# Pram (Autriche)
Pour les articles homonymes, voir Pram.
Pram est une commune autrichienne du district de Grieskirchen, en Haute-Autriche.

## Architecture
- Église Saint-Étienne (baroque), construite en 1728 par Jakob Pawanger.